# Palazzo Pandola
El Palazzo Pandola es un palacio monumental situado en Piazza del Gesù Nuovo, en pleno centro histórico de Nápoles, Italia.

## Historia y descripción
La arquitectura del palacio es un ejemplo de barroco tardío. Originalmente, el edificio constituía un ala de la expansión del adyacente Palazzo Pignatelli di Monteleone, ocurrida en el siglo XVIII. En 1823, Gaetano Pandola, quien estaba emparentado con la familia Pignatelli, decidió adquirir esta ala para adaptarla a residencia familiar.
La fachada fue reconstruida en estilo neoclásico con balcones. Muy imponente es la cornisa. La portada, avanzada respecto al alzado, conduce a un patio que alberga una escalera abierta del siglo XVIII, adornada con decoraciones pictóricas.
En Palazzo Pandola se reunían patriotas irredentistas como Guglielmo Oberdan, quien es recordado en una lápida colocada en el lado derecho de la portada.
El palacio ha sido el set de varias películas italianas como El oro de Nápoles o Matrimonio a la italiana, y de la miniserie televisiva Moscati, el médico de los pobres.